# Nguyễn Khôi
Nguyễn Khôi (1938-) là một nhà văn Việt Nam.

## Tiểu sử
Nguyễn Khôi sinh ngày ngày 26 tháng 12 năm 1938 tại thị xã Yên Bái. 
Quê quán: phường Đình Bảng, thành phố Từ Sơn, tỉnh Bắc Ninh, hiện thường trú tại số 259/39 phố Vọng, Hà Nội.
Ông là hội viên Hội Nhà văn Hà Nội, uỷ viên Ban chấp hành Hội Văn nghệ dân gian Hà Nội, ủy viên BCH Hội Văn học nghệ thuật các dân tộc thiểu số Việt Nam (khóa 2).

### 1959 - 1963
học Đại học Nông nghiệp Hà Nội, tốt nghiệp kĩ sư năm 1963 lên công tác tại Sơn La, Ở 21 năm trải qua các chức vụ: Trưởng phòng kĩ thuật sở nông nghiệp Sơn La, Giám đốc nông trường, Thư ký ủy ban nhân dân tỉnh Sơn La.Ngoài công tác chuyên môn ông đã ra sức học tiếng Thái và đi sâu nghiên cứu văn học các dân tộc ở Tây Bắc...Kết quả là: một tập thơ "gửi mường bản xa xăm" đã đưa tác giả vào các tuyển tập thơ Quốc gia, được xếp vào số các nhà thơ Việt Nam thế kỷ XX; bản dịch truyện thơ "sống chụ son sao" (Tiễn dặn người yêu ra 1024 câu song thất lục bát, là một bản dịch thành công được bạn đọc trong và ngoài nước đón nhận; cuốn sách họ và tên của 54 dân tộc ở Việt Nam là một công trình "giải mã" về cách thức đặt tên của các tộc người ở Việt Nam, xưa nay chưa có ai viết)

### 1984 - 2000
1985 tốt nghiệp học viện hành chính Quốc gia Hà Nội; 1986 - 1987 tốt nghiệp quản lý kinh tế trên Đại học tại trường Đại học kinh tế tài chính Xanh-Petecbua (Liên bang Nga); chuyên viên cao cấp - Phó Vụ Trưởng Văn phòng Quốc hội Việt Nam.Song song với công việc ở cơ quan ông đã dành công sức trong vòng 8 năm biên soạn cuốn "Bắc Ninh thi thoại" (đã xuất bản tới 3 lần và đã được thư viện các nước Hoa Kỳ, Anh Quốc lưu giữ giới thiệu về nền thơ ca 10 thế kỷ xứ Kinh Bắc)

### 2002 - 2009
Sau khi nghỉ hưu, ông tập trung viết bộ sử làng "Cổ Pháp Cố Sự" - 4 tập= 920 trang, là một công trình biên khảo công phu, tác giả đã khai thác phát huy vốn văn sử chính thống cùng văn học dân gian một các nhuần nhuyễn, khoa học với những chứng cứ khảo cứu trung thực về quê hương cội nguồn nhà Lý xưa và nay

## Tác phẩm
- Trai Đình Bảng (Nhà xuất bản Văn học - 1995, Nhà xuất bản Văn hoá thông tin - 2000)
- Gửi mường bản xa xăm (Nhà xuất bản Văn hoá dân tộc 1998 - giải thưởng Hội VHNT các dân tộc thiểu số Việt Nam - 1998)
- Trưa rừng ấy- Tuyển thơ 100 bài Tứ tuyệt (Nhà xuất bản VHDT - 2005)
- Bắc Ninh thi thoại (biên khảo, đã tái bản lần thứ 3)
- Các dân tộc ở Việt Nam - cách dùng họ và đặt tên (biên khảo)
- Cổ pháp cố sự - 4 tập viết về cội nguồn nhà Lý (được giải thưởng Văn học nghệ thuật Thủ Đô 2008)
- Có thơ in ở: Tuyển tập thơ Việt Nam 1945-2000 (Nhà xuất bản Lao động), Tuyển tập thơ Việt Nam 1975-2000 (Nhà xuất bản Hội Nhà văn), Tuyển tập văn học miền núi (Nhà xuất bản Giáo dục - 1998), Tuyển tập thơ Việt Nam thế kỉ 20 (Nhà xuất bản Giáo dục - 2005), Tuyển tập Thơ Thăng Long- Hà Nội 10 Thế kỷ (Nhà xuất bản Hà Nội 2010), Thơ đăng trong Bộ sách "Thơ Bạn Thơ" & Vườn thơ 5 Nhà, Nhà xuất bản Hội Nhà văn 2017.
- Chiều phố Vọng - thơ, Nhà xuất bản Hội Nhà văn, 2011.
- Sơn La ký sự- (Bách khoa thư về xứ Thái ở Việt Nam), 220 trang, tự Xuất bản dưới dạng sách Điện tử, đã đăng trên các trang Web như xxxx; chimviet.free.fe;vanchuongviet.org...
- Chân dung 99 Nhà văn Việt Nam đương đại- tự Xb dưới dạng sách Điện tử, 5-2017, đã đăng trên nhiều trang Web trong và ngoài nước.

## Dịch thuật
- Sống chụ son sao - Tiễn dặn Người yêu / "Truyện Kiều" dân tộc Thái(Truyện thơ dân tộc Thái ở Việt Nam) đã in 3 lần ở Nhà xuất bản VHDT & Nhà xuất bản Văn học
- Út Ỏ về Kinh (Thượng kinh ký sự của Quan Phìa Mai Sơn -Sơn La thời vua Lê -Chúa Trịnh)
- Tiếng hát làm dâu (dân ca HMông)
- Khun lú - nàng Ủa (Truyện thơ dân tộc Thái/ "Truyện Kiều thứ hai" của dân tộc Thái ở Việt Nam)
- Dặn lại Mường (thơ dân tộc Thái)

## Giải thưởng
- Giải thưởng thơ viết về 1000 năm Thăng Long, bài "Về Hà Nội" Hội Liên hiệp Văn học nghệ thuật Hà Nội 2005
- Giải thưởng Văn học nghệ thuật Thủ đô 2008 cho bộ sử làng "Cổ Pháp Cố Sự"